# Občina Šmartno ob Paki
Občina Šmartno ob Paki (německy Gemeinde Sankt Martin an der Pack) je jednou z 212 občin ve Slovinsku. Nachází se v Savinjském regionu na území historického Dolního Štýrska. Občinu tvoří 10 sídel, její rozloha je 18,2 km² a k 1. lednu 2017 zde žilo 3 203 obyvatel. Správním střediskem občiny je Šmartno ob Paki.

## Členění občiny
Občina se dělí na sídla:
- Gavce
- Gorenje
- Mali vrh
- Paška vas
- Podgora
- Rečica ob Paki
- Skorno
- Slatina
- Šmartno ob Paki
- Veliki vrh